# Dracula: Zmartwychwstanie
Dracula: Zmartwychwstanie (fr. Dracula : Résurrection, ang. Dracula: The Resurrection) – komputerowa gra przygodowa typu wskaż i kliknij, wyprodukowana przez francuskie studio Wanadoo i wydana w 2000 roku przez Microïds. Jest ona nieformalną kontynuacją powieści Brama Stokera pt. Drakula.
Gra zebrała mieszane recenzje, uzyskując średnią ocen 64% według agregatora GameRankings.